# Facobly
Facobly är en underprefektur i Elfenbenskusten. Den ligger i departementet med samma namn, i den västra delen av landet, 230 km väster om huvudstaden Yamoussoukro.